# گورنه مون (استان اشوی‌داشکسیه)
گورنه مون (به لهستانی: Górny Młyn) یک منطقهٔ مسکونی در لهستان است که در گمینا کونگسکیه واقع شده‌است.